# Calea misterelor (serial)
Calea misterelor (Mysterious Ways) este un serial de televiziune științifico-fantastic dramatic canadiano-american. Este produs de PAX TV în colaborare cu Lionsgate Television și CTV. A avut premiera la 24 iulie 2000 pe canalul PAX. NBC a transmis serialul începând cu vara anului 2000.  Serialul este creat de Peter O'Fallon, având numeroși scenariști și regizori. A fost anulat în 2002 după 2 sezoane.

## Prezentare
Serialul se concentrează pe căutarea unor explicații și a unor dovezi în ceea ce privește fenomenelor aparent miraculoase. Această căutare este efectuată de către protagonistul serialului Declan Dunn (Adrian Pasdar). Declan este un profesor de antropologie la Universitatea de Nord din Oregon și este adesea comparat cu Indiana Jones datorită entuziasmului său neobosit pentru rezolvarea unui mister. Pasiunea pentru evenimentele miraculoase se datorează unei întâmplări nefericite din viața lui când a fost îngropat de viu sub o avalanșă și a scăpat în cele din urmă cu viață. El consideră acest lucru ca fiind miraculos și-li definește ca fiind un punct de cotitură în viața sa. În mai multe episoade el face referiri la acest eveniment și impactul pe care l-a avut asupra vieții sale.

## Distribuție
- Adrian Pasdar ca Declan Dunn
- Rae Dawn Chong ca Peggy Fowler
- Alisen Down ca Miranda Feigelsteen

## Lista episoadelor
Sezonul 1 
| Nr. episod (total) | Nr. episod (sezon) | Titlu                    | Regizor         | Scenarist(i)                                                             | Premiera pe NBC    | Cod episod |
| ------------------ | ------------------ | ------------------------ | --------------- | ------------------------------------------------------------------------ | ------------------ | ---------- |
| 1                  | 1                  | „Amazing Grace”          | Carl Binder     | Story: Peter O'Fallon Teleplay: Peter O'Fallon, Joel Fields, Carl Binder | 24 iulie 2000      | 101        |
| 2                  | 2                  | „The Gray Lady”          | Carl Binder     | Peter O'Fallon                                                           | 31 iulie 2000      | 102        |
| 3                  | 3                  | „The Midas Touch”        | Alan Simmonds   | Treena Hancock, Melissa R. Byer                                          | 7 august 2000      | 104        |
| 4                  | 4                  | „Camp Sanopi”            | Michael Robison | Carl Binder                                                              | 14 august 2000     | 105        |
| 5                  | 5                  | „Spirit Junction”        | Steve Anker     | Dawn Ritchie                                                             | 21 august 2000     | 107        |
| 6                  | 6                  | „Twins”                  | Anne Wheeler    | Barbara Covington                                                        | 28 august 2000     | 103        |
| 7                  | 7                  | „Crazy”                  | Alan Simmonds   | Barbara Covington                                                        | 4 septembrie 2000  | 106        |
| 8                  | 8                  | „The Ties That Bind”     | Ken Jubenvill   | Treena Hancock, Melissa R. Byer                                          | 11 septembrie 2000 | 108        |
| 9                  | 9                  | „Demons”                 | Allan Kroeker   | Gabriel David Tick, Steven Barwin                                        | 12 septembrie 2000 | 109        |
| 10                 | 10                 | „Crystal Clear”          | Brad Turner     | Philip Gerson                                                            | 7 noiembrie 2000   | 113        |
| 11                 | 11                 | „Stranger in the Mirror” | Ken Jubenvill   | Eric Tuchman                                                             | 14 noiembrie 2000  | 111        |
| 12                 | 12                 | „Handshake”              | Michael Rohl    | Carey Hayes, Chad Hayes                                                  | 21 noiembrie 2000  | 116        |
| 13                 | 13                 | „Intentions”             | Rick Stevenson  | Barbara Covington                                                        | 28 noiembrie 2000  | 110        |
| 14                 | 14                 | „Reason to Cry”          | Brad Turner     | Barbara Covington                                                        | 19 decembrie 2000  | 115        |
| 15                 | 15                 | „The Greater Good”       | Charles Winkler | Treena Hancock, Melissa R. Byer                                          | 1 ianuarie 2001    | 117        |
| 16                 | 16                 | „Yesterday”              | Michael Robison | Carl Binder                                                              | 8 ianuarie 2001    | 121        |
| 17                 | 17                 | „19A”                    | Alan Simmonds   | Treena Hancock, Melissa R. Byer                                          | 9 ianuarie 2001    | 112        |
| 18                 | 18                 | „Strike Two”             | Ken Jubenvill   | Dawn Ritchie                                                             | 15 ianuarie 2001   | 114        |
| 19                 | 19                 | „Dead Dog Walking”       | Peter O'Fallon  | Dawn Ritchie                                                             | 22 ianuarie 2001   | 119        |
| 20                 | 20                 | „Wonderful”              | Ken Jubenvill   | Eric Tuchman                                                             | 29 ianuarie 2001   | 122        |
| 21                 | 21                 | „Do You See What I See?” | Rick Stevenson  | Eric Tuchman                                                             | 6 februarie 2001   | 118        |
| 22                 | 22                 | „John Doe #28”           | Scott Williams  | Treena Hancock, Melissa R. Byer                                          | 1 mai 2001         | 120        |

Sezonul 2 
| Nr. episod (total) | Nr. episod (sezon) | Titlu                     | Regizor         | Scenarist(i)                    | Premiera pe NBC    | Cod episod |
| ------------------ | ------------------ | ------------------------- | --------------- | ------------------------------- | ------------------ | ---------- |
| 23                 | 1                  | „Phoenix”                 | Michael Robison | Carl Binder                     | 13 iulie 2001      | 201        |
| 24                 | 2                  | „One of Us”               | Michael Robison | Melissa R. Byer, Treena Hancock | 20 iulie 2001      | 205        |
| 25                 | 3                  | „Pure of Heart”           | Rick Stevenson  | Barbara Covington               | 27 iulie 2001      | 204        |
| 26                 | 4                  | „Condemned”               | Michael Robison | Dawn Ritchie, Carl Binder       | 3 august 2001      | 207        |
| 27                 | 5                  | „Lost Souls”              | Richard Martin  | Melissa R. Byer, Treena Hancock | 4 septembrie 2001  | 210        |
| 28                 | 6                  | „Spike”                   | Rick Stevenson  | Eric Tuchman                    | 18 septembrie 2001 | 202        |
| 29                 | 7                  | „Child of Wonder”         | Ken Jubenvill   | Eric Tuchman                    | 2 octombrie 2001   | 206        |
| 30                 | 8                  | „29”                      | Ken Jubenvill   | Deborah Starr Seibel            | 9 octombrie 2001   | 208        |
| 31                 | 9                  | „Love's Divine”           | Scott Williams  | John Mandel                     | 16 octombrie 2001  | 209        |
| 32                 | 10                 | „The Big Picture”         | Ken Jubenvill   | Philip Gerson                   | 6 noiembrie 2001   | 211        |
| 33                 | 11                 | „A Time to Every Purpose” | Gil Shilton     | Barbara Covington               | 13 noiembrie 2001  | 212        |
| 34                 | 12                 | „Doctor in the House”     | Brad Turner     | Philip Gerson                   | 27 noiembrie 2001  | 203        |
| 35                 | 13                 | „The Last Dance”          | Ken Jubenvill   | Dan D'Amelio                    | 11 decembrie 2001  | 213        |
| 36                 | 14                 | „Free Spirit”             | Eric Tuchman    | Ken Jubenvill                   | 15 ianuarie 2002   | 214        |
| 37                 | 15                 | „Spark of Life”           | Rick Stevenson  | Melissa R. Byer, Treena Hancock | 22 ianuarie 2002   | 220        |
| 38                 | 16                 | „Face in the Crowd”       | M. Robison      | Barbara Covington               | 5 februarie 2002   | 222        |
| 39                 | 17                 | „Logan Miller”            | Richard Martin  | Barbara Covington               | 26 februarie 2002  | 217        |
| 40                 | 18                 | „Friends in Need”         | Ken Jubenvill   | Eric Tuchman                    | 19 martie 2002     | 218        |
| 41                 | 19                 | „A Man of God”            | Brad Turner     | Carl Binder                     | 26 martie 2002     | 219        |
| 42                 | 20                 | „MUTI”                    | Michael Robison | Treena Hancock, Melissa R. Byer | 30 aprilie 2002    | 215        |
| 43                 | 21                 | „Listen”                  | Scott Williams  | Deborah Starr Seibel            | 7 mai 2002         | 221        |
| 44                 | 22                 | „Something Fishy”         | Scott Williams  | Carl Binder                     | 14 mai 2002        | 216        |